# ТЕС Сетубал
ТЕС Сетубал – колишня теплова електростанція у Португалії.
У 1979, 1980, 1982 та 1983 роках на майданчику станції ввели в дію чотири конденсаційні енергоблоки з паровими турбінами потужністю по 250 МВт.
В 2013-му застарілу ТЕС вивели з експлуатації.
Як паливо станція використовувала мазут. 
Для видалення продуктів згоряння вугільних блоків призначались два димарі заввишки по 200 метрів.
Для охолодження використовували воду із річки Саду.